# Palystes perornatus
Palystes perornatus là một loài nhện trong họ Sparassidae.
Loài này thuộc chi Palystes. Palystes perornatus được Mary Agard Pocock miêu tả năm 1900.